# Akrecijski disk
Akrécijski dísk je disk vročih plinov, ki obkroža manjšo članico tesnega dvozvezdja. Med članicama je Lagrangeeva točka, kjer je zaradi nasprotno enakih privlakov zvezd skupna težnost enaka nič. Če je ena od zvezd mnogo večja in se razteza prek te točke ničelne težnosti, tako da napolnjuje Rocheev oval, potem snov odteka z večje članice. Manjša članica namreč to snov vleče k sebi z nadzvočno hitrostjo. Okrog manjše zvezde nastane disk snovi. Disk nastane pod vplivom težnosti, orbitalnega kroženja in vrtenja obeh zvezd. Snov, ki se odtrga od večje zvezde, pada na disk, kjer nastane vroča pega turbulenc. Trenje znotraj diska povzroča, da snov v spirali pada na manjšo zvezdo v središču, pri tem se sproščajo ogromne količine energije v obliki ultravijolične in včasih rentgenske svetlobe.
Akrecijski diski nastajajo pri kataklizmičnih spremenljivnkah, zvezdah vrste β Lire in rentgenskih dvozvezdjih. Prav tako se jih včasih najde v bližini črnih lukenj v središču galaksij ali pri belih pritlikavkah (nov).